# Колбовце
Колбовце (слч. Kolbovce) насељено је мјесто са административним статусом сеоске општине (слч. obec) у округу Стропков, у Прешовском крају, Словачка Република.

## Становништво
| Година:    | 1994. | 2004.    | 2014.    | 2024.   |
| ---------- | ----- | -------- | -------- | ------- |
| Број људи: | 143   | 176      | 199      | 185     |
| Разлика:   |       | +23,07 % | +13,06 % | -7,03 % |

| Година:    | 2023. | 2024.   |
| ---------- | ----- | ------- |
| Број људи: | 188   | 185     |
| Разлика:   |       | -1,59 % |

Према подацима о броју становника из 2024. године насеље је имало 185 становника.